# EulerOS
EulerOS es una distribución Linux comercial, desarrollada por Huawei para aplicaciones empresariales. Se lanzó por primera vez el 24 de septiembre de 2021.
Huawei ha publicado una versión comunitaria de EulerOS, OpenEuler, junto con su código fuente, en Gitee.

## KunLun Mission Critical Server
EulerOS 2.0, cuando se ejecuta en el KunLun Mission Critical Server de Huawei, recibió la certificación de conformidad a la norma UNIX 03 de The Open Group hasta 2022.
EulerOS y KunLun permiten reemplazar las placas de módulos de la unidad central de procesamiento y de la memoria sin que haga falta parar el sistema operativo. EulerOS brinda la funcionalidad de hot swapping (intercambio en caliente) de la CPU y la memoria.

## Código compartido con HarmonyOS
EulerOS comparte tecnologías de núcleo con el sistema operativo para móviles de Huawei, HarmonyOS. Huawei planea unificar más componentes de ambos sistemas operativos.